# Vendetta (TV-film)
Vendetta är en amerikansk TV-film från 1999 producerad för HBO. Filmen skildrar händelser som ägde rum i New Orleans 1891, då 18 italiensk-amerikaner falskeligen anklagades för mord av stadens polischef, David Hennessy. Efter frikännandet blev elva av dem skjutna eller hängda i en av de största masslynchningarna i USA:s historia. Manuset av Timothy Prager bygger på en bok av Richard Gambino. I rollerna syns bland andra Christopher Walken och Bruce Davison.